# 淳亲王府
淳亲王府是位于中華人民共和國北京市东城区东长安街14号院内的清朝淳亲王允祐及其后人的府第。后来该府及周边地区在清朝末期被改建为英国驻华使馆。

## 历史
淳亲王府位于东长安街14号院内，东临正义路，北为中华人民共和国公安部大楼，西临如今平移之后的英国使馆旧址（原公安部6号楼）。
淳亲王府是康熙帝第七子淳亲王允祐的府第，府北一墙之隔为翰林院。允祐于康熙四十八年（1709年）晋封为淳郡王，雍正元年（1723年）晋封为淳亲王。允祐获封淳郡王后，建淳郡王府。但乾隆十五年《乾隆京城全图》中，如今的府址处为一片空地，所以可能允祐最初的府第并不在这里，到乾隆十五年之后才在这里建府。《啸亭杂录》载： “淳亲王府在玉河桥西岸。”该府传至允祐的重孙、镇国公奕梁，故也称“梁公府”。
咸丰十一年（1861年），英国通过恭亲王奕訢同意，以每年一千两白银租下梁公府作为英国驻华使馆，并以“该府修理工程甚巨”为借口，未交前两年的租银。奕梁则不得不从该府迁出。该府和临近的翰林院、銮驾库、鸿胪寺的一部分，均被划作英国驻华使馆与兵营。《顺天府志》载： “王讳允祐，圣祖七子，谥曰度。裔孙奕梁降袭，后俗称 ‘梁公府’，今废为英国使馆。”
该府被充作英国驻华使馆之后，该府建筑接受了改建，并加建了若干新建筑。1949年后，该处建筑曾归英国驻华代办处使用。如今，该处建筑属于中华人民共和国公安部。
1995年，“淳亲王府”、“英国使馆旧址”分别被列为北京市文物保护单位。2001年，二者作为“东交民巷使馆建筑群”的一部分，被列为第五批全国重点文物保护单位。

## 建筑

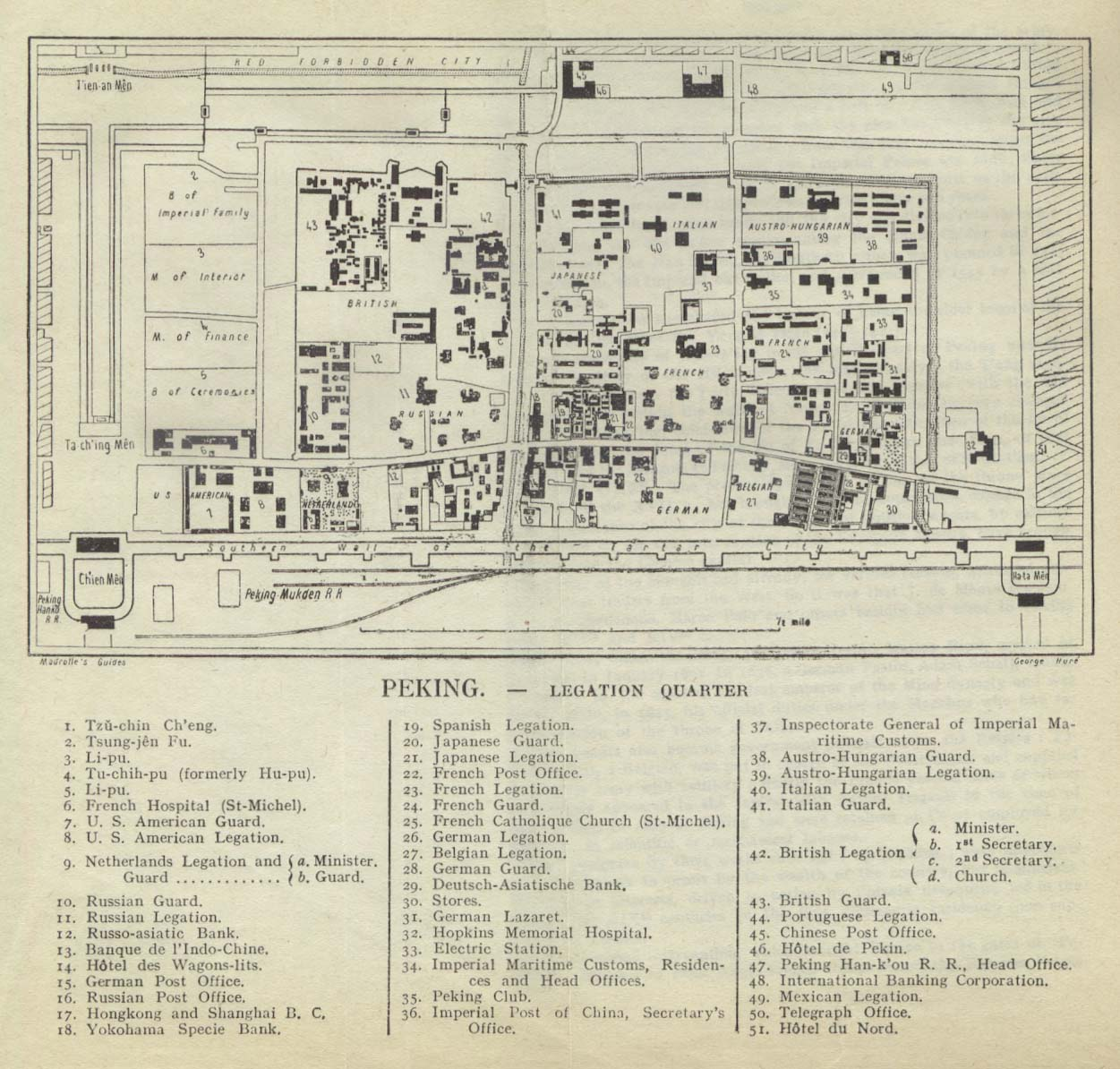
东交民巷使馆区地图。图中42. British Legation 即英国驻华使馆。其中：a. Minister（公使）；b. 1st Secretary（一秘）；c. 2nd Secretary（二秘）；d. Church（教堂）

如今，淳亲王府位于中华人民共和国公安部大院内，坐落于面临东长安街的中华人民共和国公安部大楼的东南侧，由公安部使用。英国使馆建筑也全部位于中华人民共和国公安部大院内；其中，原公安部6号楼（英式楼房）因中华人民共和国公安部大楼的兴建，而于2000年代初向东南方向整体平移，成为大型文物建筑整体平移的样例之一。
淳亲王府坐北朝南，街门向东面临御河（今正义路），该街门为西洋式，是英国驻华使馆时期兴建。淳亲王府建筑分为东、中、西三路，格局和东单北极阁的宁郡王府很相似。中路为主要建筑，是宫殿式绿琉璃瓦顶建筑，分前殿、后寝两个院落。自南向北依次为：
- 仪门：面阔五间，带前后廊，歇山顶，中启三门，檐下五踩重昂斗栱。
- 银安殿（正殿）：面阔五间，周围廊，绿琉璃瓦歇山顶，檐下单翘重昂七踩斗栱。殿内为井口天花，中绘团龙。银安殿前有月台，有甬道同仪门相连。原先在正殿之后还有后殿五间，现已无存。
  - 东、西翼楼：在银安殿前左右两侧，二层，面阔五间，带前廊，硬山顶。
- 二门：位于银安殿以北，和银安殿之间有月台连接。面阔三间，歇山顶。左右各带顺山房三间。
  - 仿中国古典式楼房：在二门的东顺山房以东，有一座二层砖木结构楼房，采用中国传统式屋顶，檐下五踩重昂斗栱。该楼是英国驻华使馆时期所建的官邸。
- 后寝：面阔七间，殿前两侧有配殿。
  - 东、西配殿：位于后寝前左右两侧。
- 后罩楼：位于后寝以北，面阔七间，现已无存。

- 英式楼房（原公安部6号楼）：在英国驻华使馆占用时期兴建了英式楼房（原公安部6号楼），该楼建于1903年，欧式风格，两层，长74.6米，宽约17.4米，高15.95米，总建筑面积约1,800平方米，已于2000年代初向东南方向平移，到达公安部5号楼以北。[3]

东路原有建筑已无存，有上文提到的英国驻华使馆占用时期兴建的仿中国古典式楼房一座。
西路原为花园，今存改建的四合院一所，以及英国驻华使馆占用时期添建的英式楼房（公安部5号楼）。
英国驻华使馆占用时期，还兴建过其他许多建筑，其中不少建筑已经被拆毁无存。

## 相册

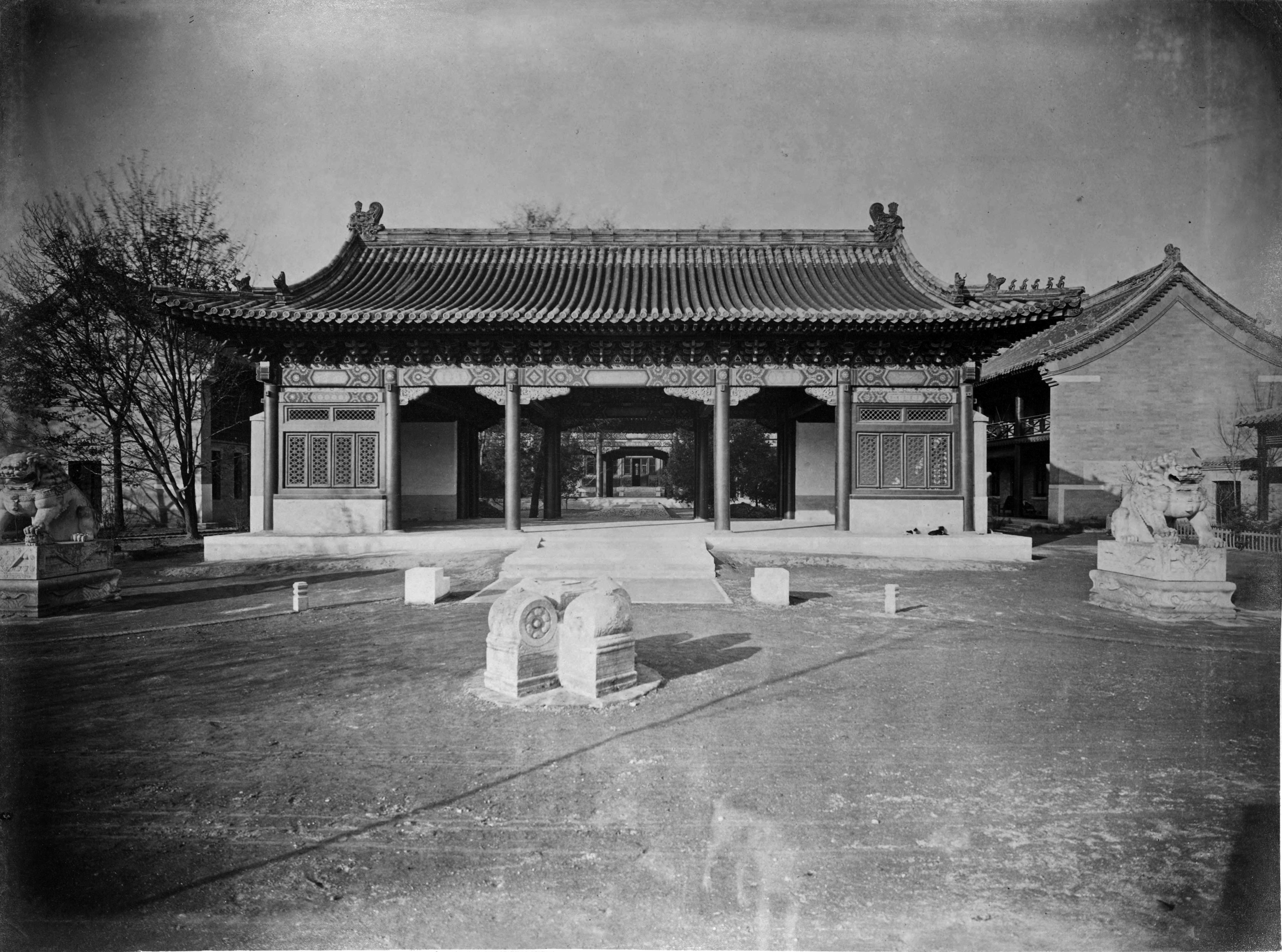
北京城内英國欽差大府，1879年左右拍摄
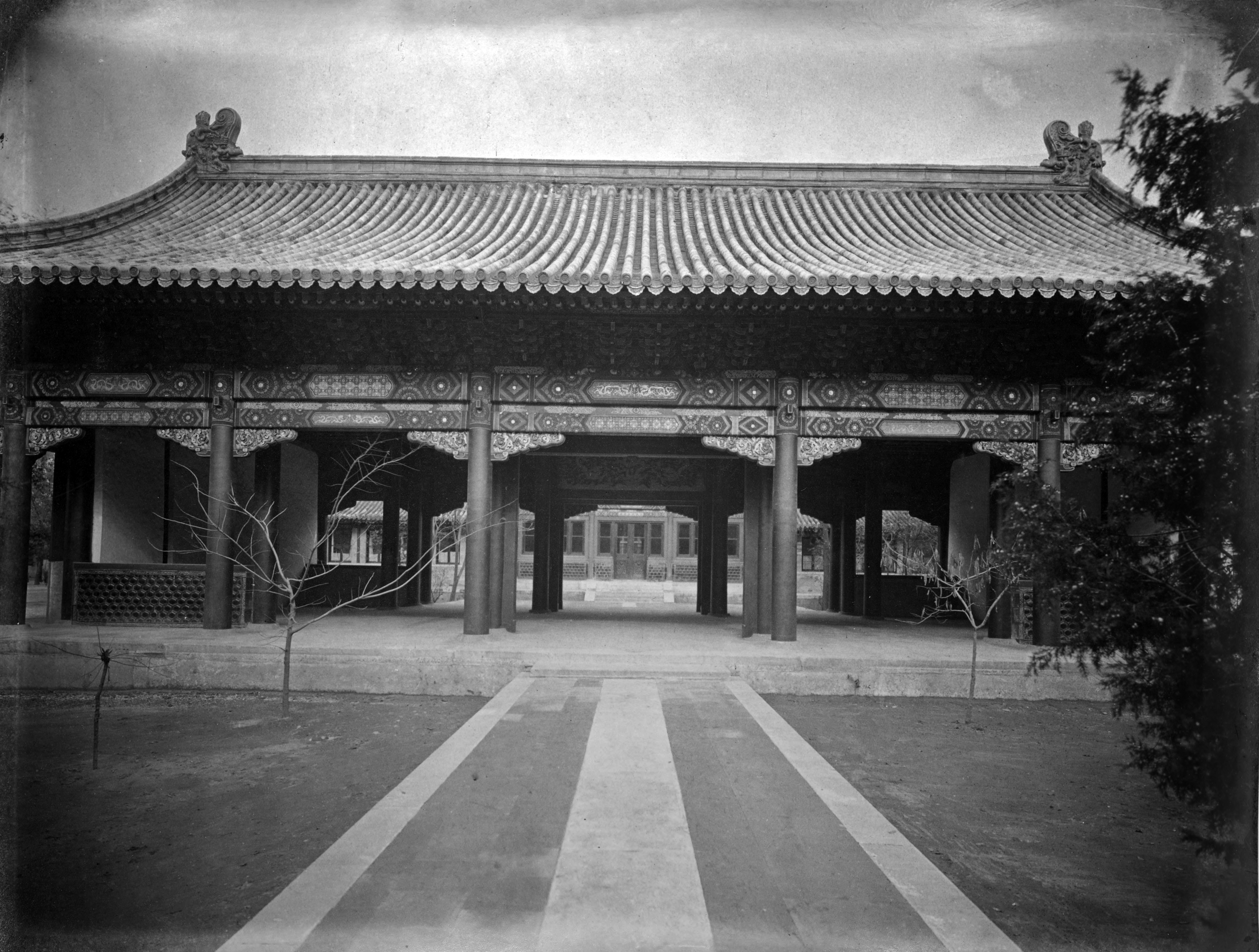
北京城内英國欽差大臣中進府，1879年左右拍摄
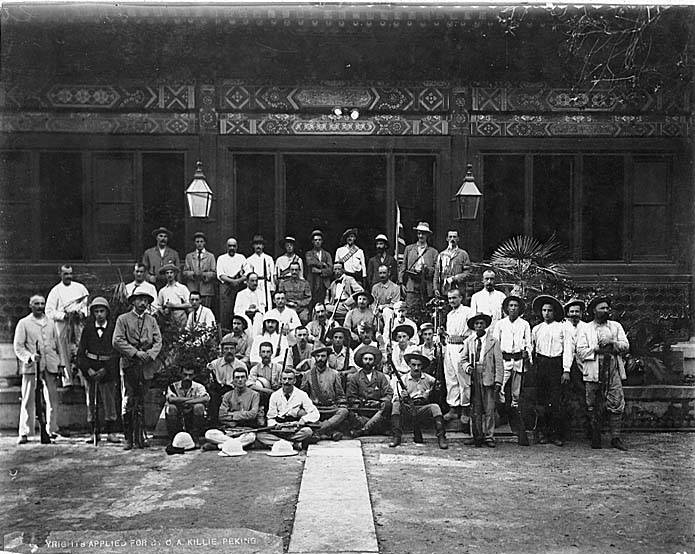
1900年守卫使馆的士兵
1900年英国使馆的防卫计划
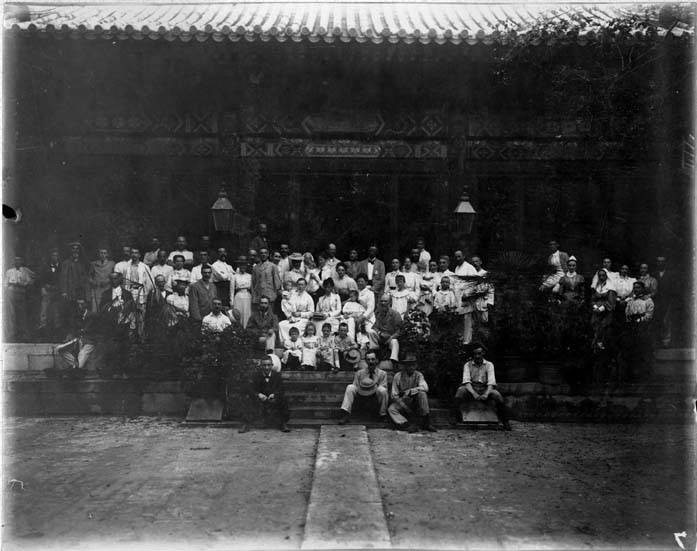
1900年在英国使馆避难的平民和外交人员
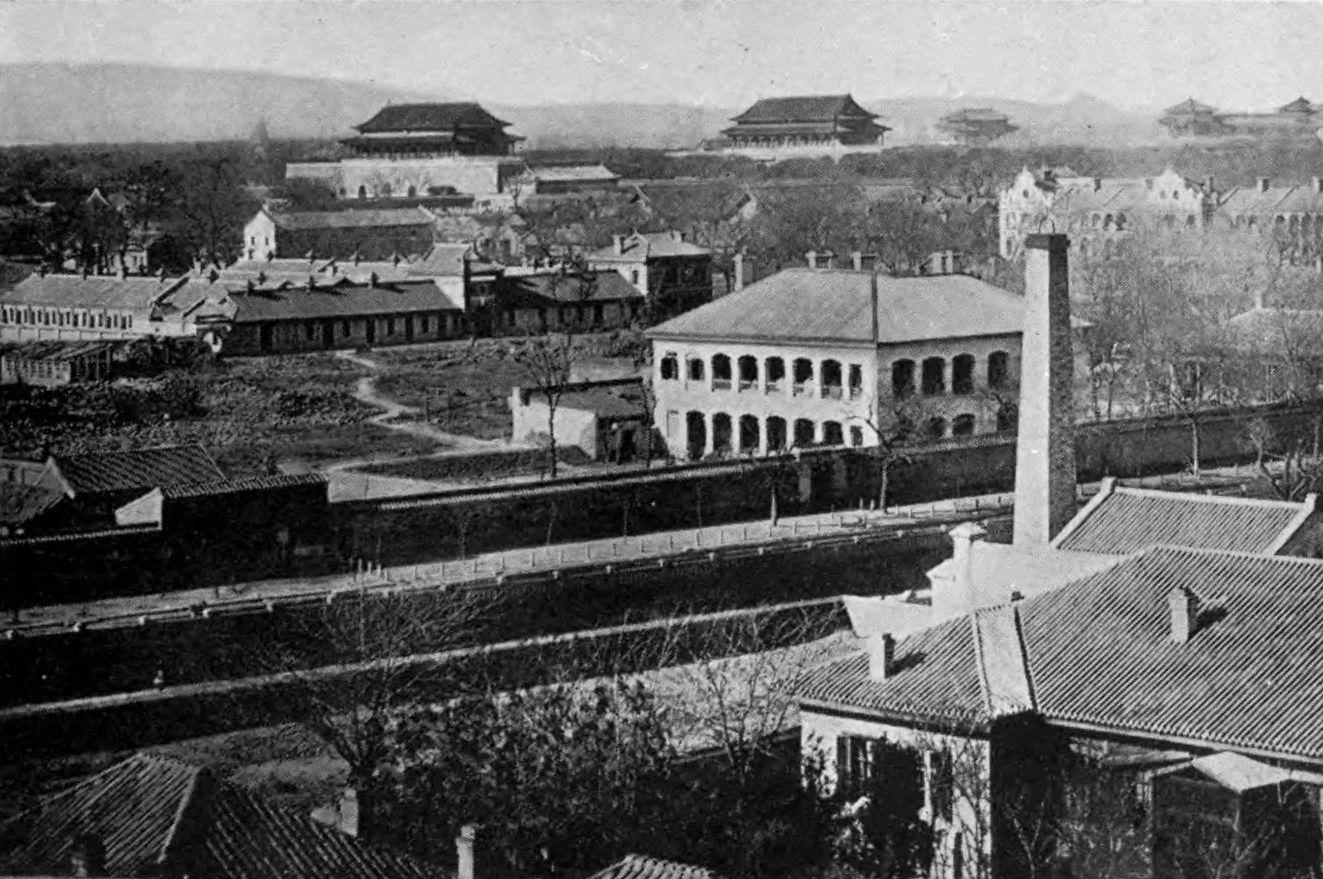
1908年拍摄
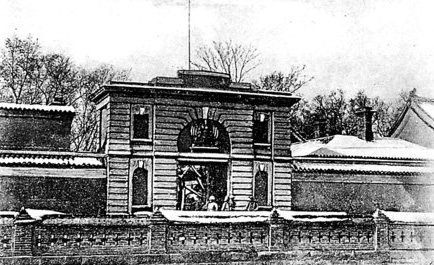
街门，位于正义路西侧，为英国驻华使馆时期兴建。摄于1902年之前。
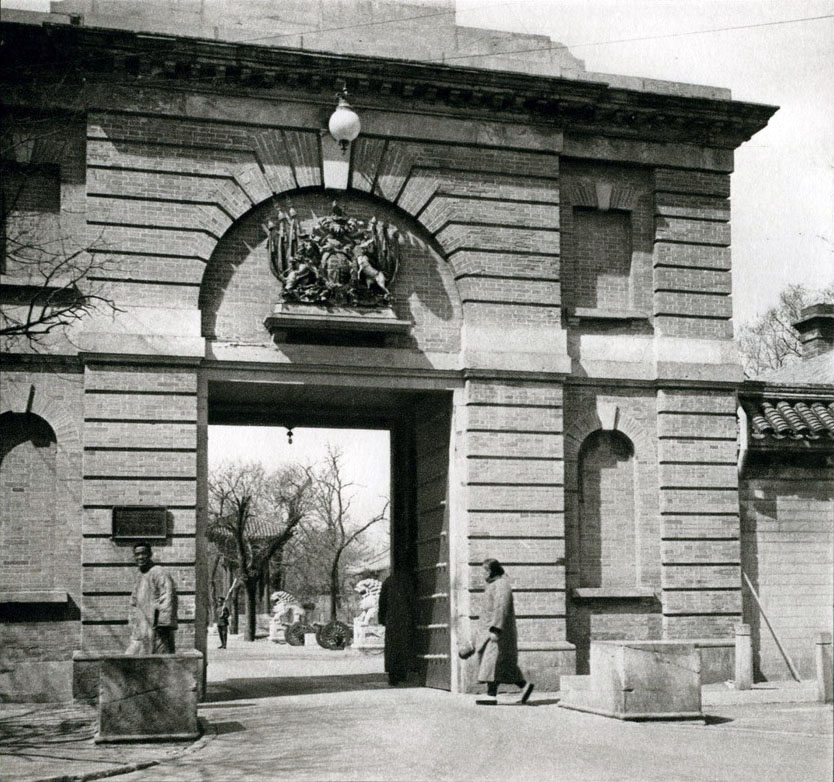
街门，摄于1934年。